# Вільянуева-де-Альгайдас
Вільянуева-де-Альгайдас (ісп. Villanueva de Algaidas) — муніципалітет в Іспанії, у складі автономної спільноти Андалусія, у провінції Малага. Населення — 4515 осіб (2010).
Муніципалітет розташований на відстані близько 370 км на південь від Мадрида, 50 км на північ від Малаги.
На території муніципалітету розташовані такі населені пункти: (дані про населення за 2010 рік)
- Ель-Альбайсін: 80 осіб
- Ла-Аталая: 385 осіб
- Паррілья-Самарра: 265 осіб
- Вільянуева-де-Альгайдас: 3785 осіб

## Демографія
Динаміка населення (INE ):

## Галерея зображень

Розташування муніципалітету у провінції Малага